# Pojezierze Dobrzyńskie
Pojezierze Dobrzyńskie (315.14) – mezoregion wchodzący w skład Pojezierza Chełmińsko-Dobrzyńskiego, położony na północ od Kotliny Płockiej i południe od Doliny Drwęcy, w obrębie form polodowcowych fazy leszczyńskiej i poznańskiej ostatniego zlodowacenia. Jezior jest niewiele i nie zajmują one dużych powierzchni. Największe jeziora: Ostrowite i Żalskie mają po 1,6 km² powierzchni. Krajobraz miejscami silnie pagórkowaty. Wysokości nie przekraczają 150 m n.p.m. W okolicach Zbójna występuje krajobraz drumlinowy oraz ozy wraz z jeziorami przyozowymi i drumlinowymi. U ujścia Skrwy do Wisły utworzono Brudzeński Park Krajobrazowy.

## Jeziora Pojezierza Dobrzyńskiego
- Bajorko (jezioro na Pojezierzu Dobrzyńskim)
- Jezioro Brzuskie
- Jezioro Chalińskie
- Jezioro Cielęckie
- Czarownica (jezioro)
- Jezioro Długie (powiat rypiński)
- Jezioro Górzeńskie
- Jezioro Kikolskie
- Jezioro Kleszczyńskie
- Księte (jezioro)
- Jezioro Likieckie
- Jezioro Moszczonne
- Jezioro Nadroskie
- Jezioro Oborskie
- Jezioro Orłowskie
- Jezioro Piotrkowskie (Pojezierze Dobrzyńskie)
- Steklin (jezioro)
- Jezioro Sumińskie
- Jezioro Szczuckie
- Jezioro Święte (powiat lipnowski)
- Jezioro Trąbińskie
- Jezioro Tupadelskie
- Ugoszcz (Pojezierze Dobrzyńskie)
- Jezioro Wielgie
- Jezioro Żalskie (Wielgie)